# 拉失德
拉失德（維吾爾語：سۇلتان ئابدۇررەشىدخان‎，1508年—1560年），叶尔羌汗国的第二代君主，禿忽鲁帖木儿后人，萨亦德之子。1533年，他即位后杀死了赛德的重臣杜格拉特部的赛义德，南征乌思藏的赛义德的侄子马黑麻·海达尔被迫停止战争，逃到克什米尔拉达克。后来他在克什米尔将察合台汗国分裂后到拉失德（1347年到1541年），二百年间的历史，编写成著名的《拉失德史》。拉失德治国有方，摆脱了与东察合台汗国的臣属关系。他娶平民女子阿曼尼莎罕。阿曼尼莎罕精通诗歌和音乐，作品有诗歌《乃斐斯诗集》，《美丽的情操》，《心灵的协商》和《十二木卡姆》等等。妻子死后，拉失德悲痛不已，在1560年，第三次巡游的时候，在和田去世，享年52岁。

## 影視形象

### 电影
| 演員              | 年份   | 作品           |
| 木拉丁·阿不力米提 | 1994年 | 《阿曼尼萨罕》 |